# Jean-Paul Denanot
Jean-Paul Denanot (ur. 24 kwietnia 1944 w Boisseuil) – francuski polityk, samorządowiec, poseł do Parlamentu Europejskiego VI i VIII kadencji, prezydent regionu Limousin.

## Życiorys
Uzyskał licencjat z fizyki i magisterium z chemii. W latach 1969–1976 pracował jako nauczyciel, później do 2000 był doradcą ds. szkoleń ustawicznych. Od 2001 do 2004 pełnił funkcję doradcy kuratora oświaty.
Jednocześnie obejmował szereg stanowisk w administracji terytorialnej. Był zastępcą mera Feytiat (od 1977 do 1992) i następnie przez 12 lat merem tej miejscowości. W latach 1998–2004 pełnił funkcję zastępcy przewodniczącego rady regionalnej Limousin. W 2004 wygrał wybory na urząd prezydenta tego regionu, w 2010 uzyskał reelekcję, zajmując to stanowisko do października 2014.
W 2008 objął wakujący mandat posła do Parlamentu Europejskiego z ramienia Partii Socjalistycznej, wykonując go do 2009. Zasiadał w grupie Partii Europejskich Socjalistów, pracował w Komisji Rolnictwa i Rozwoju Wsi. W wyborach europejskich w 2014 ponownie wybrany do Europarlamentu. Złożył mandat w czerwcu 2018.